# Sierra de Almijara
La sierra de Almijara es una formación montañosa de paisajes blancos y grises y de terrenos calizos dolomíticos, perteneciente a la cordillera Penibética que se encuentra a caballo entre la provincia de Granada y la de Málaga (España). Junto con las sierras de Tejeda y de la comarca de Alhama constituye un macizo calizo que hace de frontera física entre ambas provincias, separando la Axarquía de la Depresión de Granada. En estas sierras se encuentra el parque natural de las Sierras de Tejeda, Almijara y Alhama.

## Situación
La sierra de Almijara es la más extensa del parque natural de las Sierras de Tejeda, Almijara y Alhama. Adosada a ella se encuentra por el sur la sierra de Cómpeta, con el Cisne (1481 m s. n. m.) como elevación más significativa; por el norte la sierra de Jata, cuya altitud más elevada es el cerro de la Chapa (1818 m s. n. m.) y por el oeste la sierra de Tejeda, con La Maroma (2068 m s. n. m.) como techo del parque natural.
La sierra de Almijara se extiende en dirección noroeste-sureste. El Lucero, la elevación más emblemática, la divide en dos partes. La occidental, menos abrupta, comienza en el collado denominado Las Llanadas, tiene como altitud más significativa el Malas Camas y limita con las sierras de Tejeda y Jata. La parte oriental, mucho más escarpada en la zona de Machos, Cadena y Piedra Sellada, se suaviza en el macizo del  finaliza la sierra de Almijara por el este.

## Cumbres
De oeste a este, sus 15 elevaciones con nombre propio son:
| Nombre            | Altitud (m s. n. m.) |
| ----------------- | -------------------- |
| Santiago          | 1645                 |
| Malas Camas       | 1791                 |
| Abucaz            | 1726                 |
| Rajas Negras      | 1641                 |
| Frailes           | 1669                 |
| Arca Catete       | 1664                 |
| Mota              | 1649                 |
| Venta Panaderos   | 1687                 |
| Lucero o Moriscos | 1774                 |
| Machos            | 1589                 |
| La Cadena         | 1645                 |
| Salto del Caballo | 1642                 |
| Piedra Sellada    | 1679                 |
| Cabañeros         | 1712                 |
| Navachica         | 1831                 |

## Fauna
Entre la fauna se pueden ver el águila real y la perdicera, así como la cabra montés, que tiene en el parque una de las familias más numerosas del país.